# Чикагский палестинский кинофестиваль
Чикагский палестинский кинофестиваль (англ. Chicago Palestine Film Festival) — ежегодный кинофестиваль, проходящий в Чикаго. Основан в 2001 году. Является одной из важнейших площадок показа палестинского кино в США. Специализацией является демонстрация и продвижение фильмов палестинских режиссёров и фильмов о Палестине.

## Описание
Демонстрируются произведения в различных жанрах — документальные фильмы, драмы, комедии — как полноформатные, так и короткометражные.
Режиссёры и актёры часто выступают на фестивале и обсуждают свои фильмы со зрителями после показа. Кроме того, выступающие часто обсуждают вопросы, связанные с Палестиной, Израилем, кинопроизводством и проблемами эмигрантов творческих профессий.
Первоначально планировалось проводить фестиваль в Иллинойсском университете в Чикаго, однако университет отказался принимать мероприятие, так как в его рамках не было аналогичного израильского кинофестиваля. По этой же причине фестиваль было решено сделать общегородским и финансировать средствами местной общины. Во время первого фестиваля фильмы показывали в Престон-Брэдли-холле Чикагского культурного центра бесплатно. Последующие фестивали проводились в различных местах по всему городу, и за посещение показов уже брали плату.
В 2020 году фестиваль планировали провести в киноцентре Siskel, но из-за эпидемии коронавируса он проходил в режиме онлайн-трансляций. Лишь некоторые фильмы демонстрировались в кинотеатрах пригородов Чикаго.